# یاکوب مازورک
یاکوب مازورک (لهستانی: Jakub Mazurek؛ ‏ زادهٔ ۱۵ اوت ۱۹۸۹) بازیگر اهل لهستان است. وی دانش‌آموختهٔ مدرسه ملی فیلم ووچ است.
از فیلم‌ها یا مجموعه‌های تلویزیونی که وی در آن‌ها نقش داشته است، می‌توان به هانس کلوس، قماری بالاتر از زندگی، تاج پادشاهان، بلفر، رنگ‌های خوشبختی، ورشو ۴۴، پدر متیو، دوستان، والسا: مرد امید، در خوشی و سختی، هتل ۵۲ و عشق اول اشاره نمود.